# Coronacrisis in Caribisch Nederland
De coronacrisis in Caribisch Nederland betreft de crisis door de gevolgen van het SARS-CoV-2-virus op de drie eilanden Bonaire, Saba en Sint Eustatius - als openbare lichamen onderdeel van Nederland.

## Tijdlijn

### Maart 2020
- 14 maart: Het luchtruim van Bonaire, Sint Eustatius en Saba wordt gesloten voor inkomende passagiersvluchten uit Europa en andere landen die een hoog risico vormen voor verspreiding van het coronavirus. Deze regeling van de minister van Infrastructuur en Waterstaat geldt tot 28 april.[1][2][3][4][5]
- 20 maart: Het Nederlands kabinet maakt bekend met steunmaatregelen te komen voor de eilanden in Caribisch Nederland. De verwachting is dat het nagenoeg stilleggen van vliegverkeer en cruisetoerisme grote economische gevolgen zal hebben voor de kleinschalige samenlevingen op de eilanden.[6]
- 25 maart: De Belastingdienst Caribisch Nederland (B/CN) geeft per direct bijzonder uitstel van betaling voor alle ondernemers en particulieren en voor alle belastingaanslagen en -aangiften, voor een periode van drie maanden.[7] Het ziekenhuis in Bonaire Hospitaal San Francisco wordt uitgebreid met acht medisch specialisten van het Academisch Medisch Centrum in Amsterdam en twee air ambulances worden in gebruik genomen.[8] Voor extra capaciteit van patiëntenvervoer werd een extra air ambulance op Bonaire gestationeerd om patiënten tussen de zes eilanden binnen het Caribisch deel van het Koninkrijk te kunnen vervoeren.[9]
- 31 maart: Regeringscommissaris van Sint Eustatius, Marnix van Rij, meldt de eerste twee besmettingen op het eiland en daarmee ook in Caribisch Nederland. Het betreft twee personen die voor aankomst op 15 maart op Sint Eustatius in Nederland waren geweest en later symptomen van het virus kregen. Zij brengen de tijd in quarantaine door.[10][11][12]

### April 2020
- 7 april: een crisismanager uit Nederland arriveert op Sint Eustatius om de lokale overheid bij te staan.[13]
- 11 april: Gezaghebber Jonathan Johnsen van Saba maakt via de radio de eerste besmetting op het eiland bekend. De desbetreffende patiënt heeft voorafgaand aan de vaststelling niet gereisd, zodat de besmetting op het eiland moet hebben plaatsgevonden.[14][15][16][17]
- 12 april Voor een periode van twee weken wordt een lockdown afgekondigd voor Saba en werd verplichte quarantaine ingesteld voor mensen die in contact waren geweest met een coronapatiënt.[14][16] Inwoners mogen voor een periode van twee weken de straat niet op, tenzij ze een vitaal beroep hebben. Boodschappen worden thuisbezorgd. Veehouders mogen nog wel tweemaal per dag de straat op om hun vee te verzorgen.[18]
- 13 april: Er is een tweede besmetting op Saba. Deze patiënt stond in nauw contact met de eerste patiënt. In quarantaine zijn op deze dag op Saba zeventig personen. In totaal werden 22 tests afgenomen.[19][20]
- 16 april: Op Bonaire wordt een besmetting vastgesteld. Het betreft een persoon die recentelijk contact had gehad met iemand die in Aruba was geweest en zelf ziekteverschijnselen had. De contacten zijn in beeld en directe nieuwe maatregelen worden niet nodig geacht.[21]

### September 2020
- 24 september: Medisch analisten uit Suriname vertrekken om te assisteren op Sint Eustatius. Op het eiland zijn alle laboratoriummedewerkers en een aantal personeelsleden van het ziekenhuis besmet met het virus.[22]

### Januari 2021
- 28 januari: Op Bonaire zijn in totaal 366 mensen besmet, van wie vijftien in het ziekenhuis zijn opgenomen en drie overleden. Op Sint Eustatius zijn in totaal twintig besmettingen gemeld, op Saba zes van wie een persoon in het ziekenhuis is opgenomen. Zowel op Sint Eustatius als op Saba zijn geen actieve besmettingen meer.[23]

### Februari 2021
- 1 februari: Op Bonaire is het aantal nieuwe meldingen sinds de uitbraak van december en begin januari weer snel gedaald. Op 1 februari zijn er twaalf actieve gevallen gemeld.[23]
- 16 februari: De eerste 4000 Pfizer-vaccins komen met een KLM-toestel aan op de luchthaven van Bonaire. De vaccins zijn bedoeld voor verpleegkundig personeel, huisartsen, specialisten en andere medewerkers in de zorg. Ook ouderen boven de zestig jaar krijgen het vaccin. Saba en Sint-Eustatius krijgen op 19 februari hun eerste zendingen. Daar zal de hele bevolking van achttien jaar en ouder in een keer worden gevaccineerd.[24]
- 18 februari: Gedeputeerde Nina den Heyer zegt toe dat ongedocumenteerden op Bonaire ook in aanmerking komen voor het coronavaccin.[25]
- 20 februari: Bonaire verlengt de coronamaatregelen met twee weken.[26]
- 22 februari: Het vaccinatieprogramma is gestart.[27]
- 23 februari: Het CBS maakt bekend dat in 2020 ruim 60 procent minder luchtvaartpassagiers naar Caribisch Nederland vlogen.[28]
- 25 februari: Op Bonaire zijn nu in totaal 4.566 mensen getest. Van hen waren 406 besmet, 381 patiënten zijn inmiddels hersteld, vier mensen zijn overleden en een persoon met COVID-19 ligt in het ziekenhuis. Er zijn nog 21 actieve gevallen, allen bewoners van het eiland.[29]

### Maart 2021
- 4 maart: Bonaire verscherpt de maatregelen na het oplopen van het aantal besmettingen, onder meer door het sluiten van niet-noodzakelijke winkels.[30]
- 10 maart: Op Bonaire zijn acht patiënten met de Britse variant van het virus.[31] De vaccinatiecampagne komt langzaam op gang: op 8 en 9 maart zijn ongeveer 180 mensen per dag gevaccineerd. Onder hen was de Rijksvertegenwoordiger voor Bonaire, Sint Eustatius en Saba Jan Helmond.[32]
- 18 maart: Bonaire gaat in een volledige lockdown, de scholen en restaurants zijn gesloten en er is een avondklok tussen 21.00 uur en 4.00 uur. De niet-acute operaties en ingrepen zijn afgeschaald of tijdelijk stopgezet.[33]
- 22 maart: Op Bonaire zijn in totaal 6.580 mensen getest. Van hen waren 1.092 mensen besmet, 619 zijn inmiddels hersteld, negen mensen zijn overleden. Er zijn 464 actieve besmettingen en dertien Bonarianen die positief getest zijn liggen in het ziekenhuis.[34]
- 25 maart: Vanwege het snel stijgende aantal besmettingen op Bonaire krijgt het eiland de komende weken versneld vaccins geleverd.[33]

### April 2021
- 2 april: De zorg op Bonaire dreigt overbelast te raken. Op Saba en Sint Eustatius zijn sinds 28 januari geen besmettingen meer geregistreerd. Op Saba is ruim 85 procent van de volwassen bevolking (1300 volwassenen) voor de tweede keer gevaccineerd.[35]
- 9 april: Bijna zesduizend mensen op Bonaire hebben zich één keer laten vaccineren, en van hen hebben meer dan tweeduizend ook al een tweede prik gehad. In totaal hebben bijna tienduizend mensen, op een bevolking van ruim twintigduizend personen, zich aangemeld voor vaccinatie.[36]
- 11 april: Het aantal besmettingen op Bonaire neemt af. Na een piek van meer dan 400, is het gedaald tot 109. De kinderopvang en de scholen gaan weer open omdat de docenten zijn gevaccineerd. Er zijn 109 coronabesmettingen geregistreerd, tien coronapatiënten liggen in het ziekenhuis, van wie vier op de intensive care. Daarnaast liggen twee Bonairiaanse coronapatiënten in het ziekenhuis op Aruba en vijf in Colombia. In Saba en Sint-Eustatius zijn de afgelopen tijd relatief weinig coronabesmettingen vastgesteld.[36][37]

### Mei 2021
- 5 mei: Nu op Saba circa 90% van de bevolking gevaccineerd is, wordt het eiland voor het eerst sinds een jaar weer geopend voor de buitenwereld. Op Sint Eustatius heeft zo’n 37% van de volwassen bevolking een vaccinatie gekregen, op Bonaire zijn 12.000 van de 20.000 bewoners (60%) in ieder geval een keer gevaccineerd.[38]

### Juli 2021
- 5 juli: Het aantal actieve besmettingen op Bonaire is gedaald tot twaalf.[39]

### Augustus 2021
- 7 augustus: Op Sint Eustatius zijn twee personen besmet.[40]

### Oktober 2021
- 10 oktober: Sint Eustatius en Saba zijn al geruime tijd vrij van corona. Op Bonaire is het aantal dagelijkse besmettingen hoog: 423 mensen per 100.000 inwoners in de afgelopen week.[41] In totaal waren op Bonaire op 7 oktober 2.165 mensen besmet, van hen zijn negentien patiënten overleden, 157 besmettingen waren nog actief.[42]
- 20 oktober: Bonaire heeft 107 actieve coronabesmettingen. Zeven mensen liggen in het ziekenhuis, van wie een op Curaçao. Van de mensen boven de achttien is 73,3 procent volledig gevaccineerd.[43]

### November 2021
- 11 november: Op Bonaire is opnieuw iemand aan het coronavirus overleden. Er zijn nu in totaal 2.544 mensen besmet, van hen zijn 21 patiënten overleden, 136 besmettingen zijn nog actief, vier personen liggen in het ziekenhuis.[44]
- 15 november: Er zijn 140 actieve besmettingen op Bonaire. De regels worden aangescherpt.[45]
- 28 november: Het aantal actieve besmettingen op Bonaire is opgelopen tot 233. Er zijn 22 mensen overleden.[46]

### December 2021
- 6 december: Het CBS maakt bekend dat het aantal toeristen in Caribisch Nederland sinds de zomer van 2021 weer op het aantal van 2019 zit.[47] Op Bonaire kwamen 3000 toeristen meer dan in 2019, op Saba en Sint Eustatius werd het niveau van 2019 nog niet gehaald.[48]  Er zijn op Bonaire nog 182 actieve besmettingen.[49]
- 24 december: Op Saba zijn zes actieve coronabesmettingen.[50]
- 27 december: Het aantal besmettingen op Saba is gestegen tot zestien; in Bonaire zijn 111 besmettingen. In Sint-Eustatius zijn al langere tijd geen nieuwe gevallen.[51]
- 29 december: Op Bonaire is de omikronvariant van het virus geconstateerd. Er zijn 129 actieve besmettingen.[52]
- 31 december: Op Saba zijn 28 mensen positief getest, op Sint Eustatius 35.[53]

### Januari 2022
- 1 januari: Op Bonaire zijn 188 actieve besmettingen; drie patiënten liggen in het ziekenhuis. Het totale aantal positief geteste mensen komt daarmee op 3387. Op Bonaire zijn 23 mensen aan corona overleden.[54]
- 2 januari: Er zijn 238 actieve besmettingen op Bonaire. De helft van de nieuwe gevallen betreft toeristen.[53]
- 8 januari: Op Bonaire zijn 738 actieve besmettingen, vijf patiënten liggen in het ziekenhuis.[55]
- 20 januari: Een bewoner van Sint Eustatius die was besmet met Covid-19 is op Sint Maarten overleden.[56]
- 24 januari: Op Saba is het aantal besmettingen sinds 17 januari gedaald van dertig naar tien. Op Saba zijn geen coronapatiënten overleden. Op Sint Eustatius hebben tachtig mensen Covid-19.[57]

### Februari 2022
- 11 februari: Op Bonaire zijn nog 162 actieve besmettingen;  één patiënt ligt in het ziekenhuis.[58]

### Maart 2022
- 4 maart: Bonaire laat alle corona-maatregelen los, behalve die voor inkomende reizigers. Er waren  op 2 maart nog 20 actieve besmettingen. In totaal zijn 6938 mensen op Bonaire besmet geweest, 28 mensen zijn aan het virus overleden.[59]
- 31 maart: Op Bonaire zijn 160 actieve besmettingen.[60]

### April 2022
- 25 april: Er zijn nog 54 actieve besmettingen op Bonaire.[61]

## Maatregelen binnen koninkrijksverband

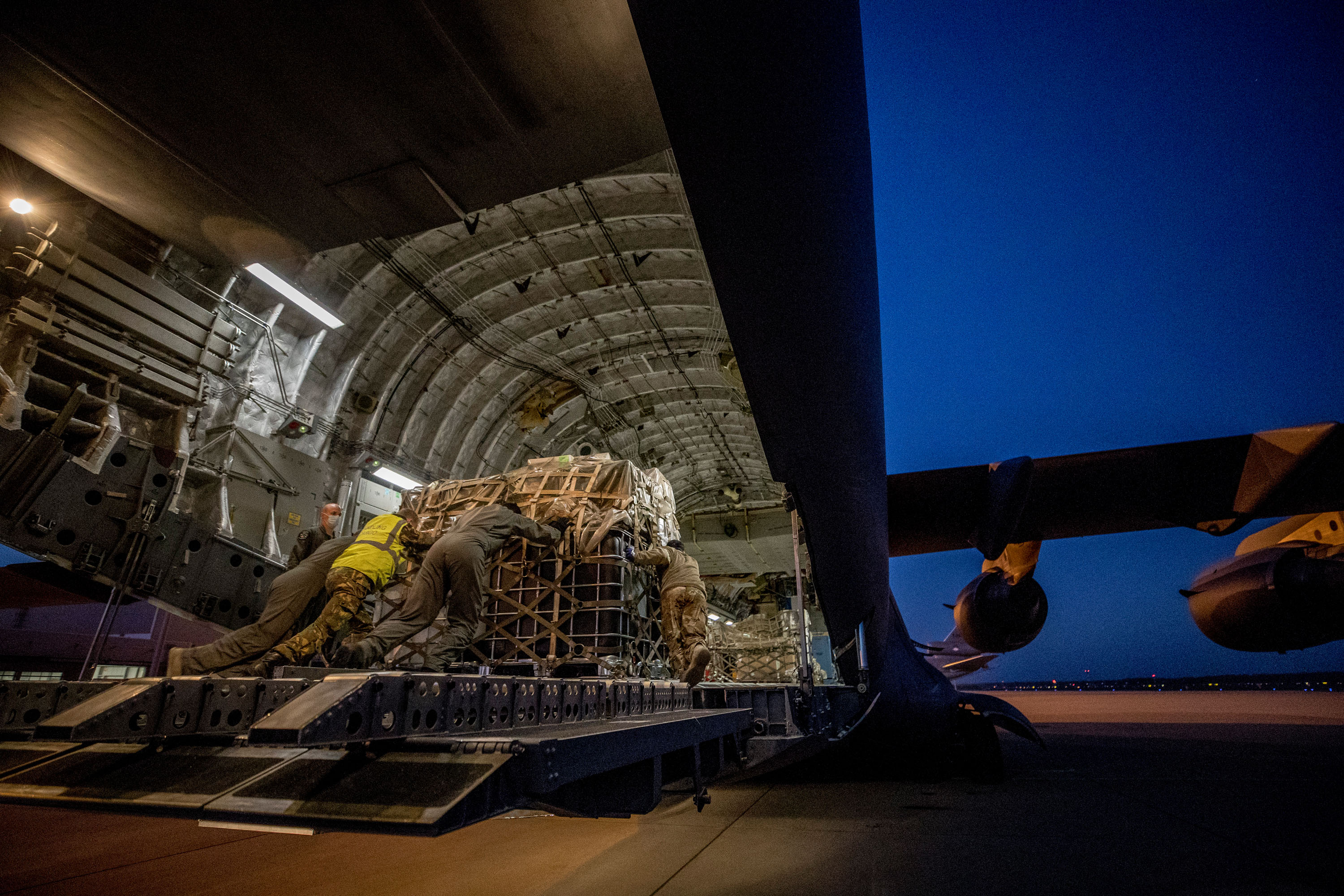
Medische zending vanuit Eindhoven met medische apparatuur en medicijnen, 5 april 2020

Op 30 maart 2020 kwam het Outbreak Management Team Cariben (OMT Cariben) voor het eerst bijeen. Zij brachten advies uit voor het Caribisch deel van het Koninkrijk der Nederlanden omtrent de situatie rondom de coronapandemie. Naar aanleiding van dit advies nam de Nederlandse regering diverse maatregelen om de landen Aruba, Curaçao en Sint Maarten alsmede de openbare lichamen Bonaire, Sint Eustatius en Saba te ondersteunen.
De Nederlandse luchtmacht bracht op 5 april 2020 medische apparatuur en medicijnen naar Sint Maarten waarmee extra intensivecarebedden gerealiseerd werden die bedoeld zijn voor patiënten van alle eilanden in het koninkrijk. Er werd voor Sint Maarten gekozen, omdat daar op dat moment de grootste nood was.
Op 10 april werden per KLM-vlucht vanuit Nederland medische apparatuur, medicijnen en beschermingsmateriaal gestuurd om dertig intensivecarebedden op Aruba, Bonaire en Curaçao te realiseren voor alle patiënten van de zes eilanden.
Op 16 februari 2021 vertrok de eerste vlucht met 4000 Pfizer-vaccins voor Bonaire en Aruba van Schiphol.
Twee medewerkers van een Nederlands testbedrijf zijn op 12 mei 2021 naar Bonaire vertrokken om  op het vliegveld een testcentrum in gereedheid te brengen zodat toeristen bij aankomst getest kunnen worden.

## Statistiek
| Datum  | Aantal per dag | Aantal per dag | Aantal per dag | Aantal per dag | Aantal per dag | Aantal per dag | Aantal cumulatief | Aantal cumulatief | Aantal cumulatief | Aantal cumulatief | Aantal cumulatief | Aantal cumulatief | Referentie                      |
| Datum  | quarantaine    | quarantaine    | quarantaine    | isolatie       | isolatie       | isolatie       | afgenomen tests   | afgenomen tests   | afgenomen tests   | besmettingen      | besmettingen      | besmettingen      | Referentie                      |
| ------ | -------------- | -------------- | -------------- | -------------- | -------------- | -------------- | ----------------- | ----------------- | ----------------- | ----------------- | ----------------- | ----------------- | ------------------------------- |
| Datum  | B              | E              | S              | B              | E              | S              | B                 | E                 | S                 | B                 | E                 | S                 |                                 |
| 23 mrt | 250            |                |                |                |                |                | 6                 |                   |                   |                   |                   |                   | B (2020-04-15)                  |
| 24 mrt |                |                |                |                |                |                |                   |                   |                   |                   |                   |                   |                                 |
| 25 mrt | 84             | 67             |                |                |                |                | 7                 | 7                 |                   |                   |                   |                   | B (2020-04-15) ; E (2020-04-15) |
| 26 mrt |                | 68             |                |                |                |                |                   | 10                |                   |                   |                   |                   | E (2020-04-15)                  |
| 27 mrt |                | 68             |                |                |                |                |                   | 10                |                   |                   |                   |                   | E (2020-04-15)                  |
| 28 mrt |                | 70             |                |                |                |                |                   | 10                |                   |                   |                   |                   | E (2020-04-15)                  |
| 29 mrt |                |                |                |                |                |                |                   |                   |                   |                   |                   |                   |                                 |
| 30 mrt |                | 68             |                |                |                |                |                   | 10                |                   |                   |                   |                   | E (2020-04-15)                  |
| 31 mrt |                | 68             |                |                |                |                |                   | 10                |                   |                   | 2                 |                   | E (2020-04-15)                  |
| 1 apr  | 161            | 64             |                |                | 2              |                | 20                | 10                |                   |                   | 2                 |                   | B (2020-04-15) ; E (2020-04-15) |
| 2 apr  |                | 23             |                |                | 2              |                |                   | 10                |                   |                   | 2                 |                   | E (2020-04-15)                  |
| 3 apr  | 111            | 24             |                |                | 2              |                | 20                | 16                |                   |                   | 2                 |                   | B (2020-04-15) ; E (2020-04-15) |
| 4 apr  |                |                |                |                |                |                |                   |                   |                   |                   |                   |                   |                                 |
| 5 apr  |                | 7              |                |                | 2              |                |                   | 16                |                   |                   | 2                 |                   | E (2020-04-15)                  |
| 6 apr  |                | 7              |                |                | 2              |                |                   | 16                |                   |                   | 2                 |                   | E (2020-04-15)                  |
| 7 apr  | 68             | 7              |                |                | 2              |                | 26                | 16                |                   |                   | 2                 |                   | B (2020-04-15) ; E (2020-04-15) |
| 8 apr  |                | 14             |                |                | 2              |                |                   | 16                |                   |                   | 2                 |                   | E (2020-04-15)                  |
| 9 apr  | 54             | 14             |                |                | 2              |                | 30                | 16                |                   |                   | 2                 |                   | B (2020-04-15) ; E (2020-04-15) |
| 10 apr |                | 16             |                |                | 2              |                |                   | 16                |                   |                   | 2                 |                   | E (2020-04-15)                  |
| 11 apr |                | 14             |                |                | 2              |                |                   | 16                |                   |                   | 2                 | 1                 | E (2020-04-15) ; S (2020-04-15) |
| 12 apr |                | 14             |                |                | 2              |                |                   | 16                |                   |                   | 2                 |                   | E (2020-04-15)                  |
| 13 apr |                | 11             | 70             |                | 2              |                |                   | 16                | 22                |                   | 2                 | 2                 | E (2020-04-15) ; S (2020-04-15) |
| 14 apr | 23             | 12             |                |                | 2              |                | 38                | 16                |                   |                   | 2                 |                   | B (2020-04-15) ; E (2020-04-15) |
| 15 apr |                | 11             |                |                |                |                |                   | 19                |                   |                   | 2                 |                   | E (2020-04-16)                  |
| 16 apr |                | 11             |                |                |                |                |                   | 19                |                   | 1                 | 2                 |                   | B (2020-04-18) ; E (2020-04-18) |